# بورونية ريشية
بورونية ريشية (الاسم العلمي:Boronia pinnata) هي نوع من النباتات تتبع جنس البورونية من الفصيلة السذابية.